# Ragnhild Schance
RS Ragnhild Schanche är ett norskt tidigare sjöräddningsfartyg av trä som byggdes i Risør år 1938 efter ritningar av Bjarne Aas. Byggkostnaden var 68 000 kronor. 
Hon skänktes till Redningsselskapet av apotekare Carsten H. Schancke och uppkallades efter hans avlidna hustru. Fartyget hade en besättning på fyra personer och stationerades i Nordnorge. Under andra världskriget användes hon till transport av sårade i Troms og Finnmark fylke och slutet av 1940-talet var hon uthyrd till 
Sysselmesteren på Svalbard.
År 1954 försågs hon med en dieselmotor på 240 hästkrafter och fick en ny styrhytt av aluminium. Fartyget togs ur drift år 1976 och såldes till en privatperson. På 1990-talet utrustades hon med radar och döptes om till Galathea.
Inredningen från 1970-talet har bevarats och år 2000 återfick hon sitt gamla namn.